# Prouvençau è catouli
Prouvençau è Catouli, de son nom originel Cantique à Notre-Dame de Provence  est un chant religieux catholique écrit en provençal par Malachie Frizet 

## Histoire
Ce cantique a été écrit en 1875 par Malachie Frizet à l'occasion d'un concours à la gloire de Notre-Dame-de-Provence à Forcalquier. Malachie a par ailleurs remporté ce concours.

## Paroles
| La Prouvènço te suplico Dins soun vièi e dous parla, La Prouvènço es catoulico ; Nosto-Damo, escouto-la ! Refrain Prouvènçau e catouli, Nosto fe, nosto fe n'a pas fali ; Canten, tóuti trefouli, Prouvènçau e catouli ! Autre-tèms devers Toulouso Quand l'aurige se levè, D'uno fin espetaclouso Toun rousàri nous sauvè Li felen, coume li rèire, Te saran toujour fidèu ; Creiren tout ço qu'es de crèire E viéuren coume se dèu. Nòsti fiéu, o bono Maire, Gardo-lèi di faus savènt ; Manten-ie le fe di paire, Car s'aubouro un marrit vènt ! Se dóu nord l'auro glaçado Sus si champ vèn mai boufa, S'armaren pèr la crousado Vers l'autar que t'avèn fa. Mai esvarto tron e guerro Liuen di paire, liuen di fiéu E flourigue nosto terro Dins la douço pas de Diéu. Sousto adounc, o Ciéutadello, Tóuti li generacioun ; Pièi acampo o Rèino bello Tout toun pople dins Sioun. | La Provence te supplie Dans son vieux et doux parler, La Provence est catholique ; Notre-Dame, écoute-la ! Refrain Provençaux et catholiques, Notre foi, notre foi n'a pas fané (failli) ; Chantons, tous fous de joie, Provençaux et catholiques ! Autrefois vers Toulouse, Quand l'orage se leva, D'une fin spectaculaire Ton rosaire nous sauva ! Les petits enfants, comme les aïeux, Te seront toujours fidèles ; Nous croirons tout ce qu'il faut croire Et vivrons comme il se doit. Nos fils, ô Bonne Mère, Garde-les des faux savoirs ; Maintiens-leur la foi des pères Car se lève un mauvais vent ! Si du nord le vent glacé Sur ses champs vient souffler Nous nous armerons pour la croisade Vers l'autel que nous t'avons fait. Mais détourne tonnerre et guerres Loin des pères, loin des fils Et fleurisse notre terre Dans la douce paix de Dieu. Abrite donc, ô citadelle Toutes les générations ; Puis réunis, ô belle Reine, Tout ton peuple dans Sion. |